# Margherita Sparapani Gentili Boccapadule
(Margherita Sparapani Gentili Boccapadule)
Margherita Sparapani Gentili Boccapadule (Camerino, 29 ottobre 1735 – Roma, 13 dicembre 1820) è stata una nobildonna e viaggiatrice italiana, appassionata di letteratura e di scienze naturali.

## Biografia
Margherita, ultima erede degli Sparapani era nata il 29 ottobre 1735 da Antonio Maria Sparapani e Costanza Giorio o Giori. Morto il marito, Costanza si trasferì a Roma chiamatavi da due zii, i fratelli Antonio Saverio Gentili, più tardi cardinale e prefetto della Congregazione del Concilio, e Filippo Gentili, gentiluomo e comandante di un corpo di guardie pontificie. I Gentili nominarono erede dei loro beni Costanza e le due figlie di lei, Margherita e Clelia (morta giovane), con l'obbligo di assumerne il cognome. Grazie alla primogenitura Gentili della quale fu investita in tenera età, quando ne entrò in pieno possesso, tra i beni immobili, del cardinale Antonio Gentili e del marchese Filippo Gentili si contavano, nel 1745: il Castello d'Antuni , il Castello di Ascrea , il palazzo Gentili in Roma in via San Nicola in Arcione , una casa a Santa Maria Maggiore, una cantina a Ripa grande, il cerqueto di Gallese, una vigna a Monteverde, un “predio” in Camerino, un orto a Porta San Lorenzo .
Il matrimonio fra Margherita Sparapani Gentili e Giuseppe Boccapadule, figlio di Pietro Paolo Boccapadule e Laura Dal Pozzo, fu celebrato il 22 aprile 1754, quando la sposa era appena diciottenne; ma la convivenza si rivelò praticamente impossibile; nel 1760 Giuseppe Boccapadule fu dichiarato inabile e il suo patrimonio posto sotto tutela con un decreto pontificio. Dal 1767 fu legata da eterna amicizia al conte Alessandro Verri che dopo aver soggiornato in Francia e Gran Bretagna visse stabilmente a Roma.
Una figura singolare di donna, che tra la metà del ‘700 e gli inizi dell'800 animò con la sua vivacità e curiosità intellettuale i salotti dell'epoca. La fama di donna colta, le sue relazioni intellettuali, le sue discussioni con dotti e studiosi, le sue collezioni artistiche e naturalistiche erano già note ai suoi contemporanei, e già nel 1794 una contessa romana, Rosa Califronia scrisse di lei:
Il 5 settembre 1767, il conte Alessandro Verri per descriverla al fratello Pietro scrisse di lei: "riceve gli amici e forestieri, che la frequentano come la sola europeana di Roma".
Nell'ottobre 1794, a quasi 59 anni, la marchesa decise d'intraprendere un viaggio attraverso l'Italia, durante il quale "alla vita di società ed ai fasti delle corti preferì i monumenti storici e le opere di artisti e scienziati" e si dedicò "a studiare l'indole dei popoli e i diversi metodi di governi" (così commenta il suo segretario Domenico Genovesi all'inizio della copia della seconda parte del diario dedicata al viaggio nel Sud). Partita da Pievefavera in provincia di Macerata, dove aveva una residenza, scoprì durante la prima parte del suo viaggio l'Italia del Nord (autunno 1794-primavera 1795). Cominciò con la visita di Venezia, dalla quale rimase particolarmente affascinata e dove era giunta attraverso Ancona, Pesaro e Ferrara; poi si recò a Padova, Verona e Mantova. Giunse a Milano dove passò l'inverno e incontrò Pietro Verri; da lì proseguì per Torino prima di tornare a Milano. Visitò anche i laghi lombardi, Genova e – sulla strada del ritorno – Parma, Pisa, Livorno, Firenze, che infine lasciò per recarsi a Pievefavera attraversando Bologna e nuovamente Ancona. Gli avvenimenti, gli incontri e le magnificenze viste, le raccontò in un Diario intitolato “Indice delle cose principali registrate nel viaggio d'Italia fatto dall'Ecc.ma Sig.ra Marchesa Sparapani Gentili Boccapadule” pubblicato solo parzialmente, nel 1917, da A. Giulini, con pagine su Milano e i Laghi.
Tra il 1794 e il 1795, insieme con il conte Verri, la Marchesa e la sua numerosa servitù trascorsero quindi nel suo Palazzo di Pievefavera due periodi di soggiorno: il primo, dal 22 maggio al 19 settembre 1794, appendice del soggiorno di un anno trascorso fra Camerino e Civitanova, e il secondo nell'estate del 1795. Qui la marchesa con l'aiuto del Verri, allestì commedie e organizzò feste e balli, interessandosi anche ai terreni delle sue campagne e ai sistemi di coltivazione.
Nell'ottobre del 1795, a 60 anni, decise di riprendere il suo viaggio per l'Italia, muovendo da Pievefavera e dirigendosi attraversando l'Abruzzo verso Napoli prima di tornare poi a Roma. Era attirata dalle opere d'arte e dalle bellezze naturali dei luoghi, e poco le importava di affrontare strade difficilmente praticabili e piene di assassini. Il diario che la marchesa scrisse di questa seconda parte del Viaggio aveva per titolo: Viaggio d'Italia della marchesa Sparapani Gentili Boccapadule – parte seconda.
Quale appassionata di scienze naturali e di letteratura fece parte dell'Accademia dell'Arcadia col nome arcadico di Semira Epirense. Morì nel 1820 e venne sepolta nella chiesa di San Nicola in Arcione, che venne demolita all'inizio del ventesimo secolo.

### Documenti
- Archivio di Stato di Roma. Fondo Del Drago indice dei fondi online Fondo composto da innumerevoli materiali originali dell'archivio delle famiglie: Del Drago, Gentili, Giori e Sparapani.
- Archivio di Stato di Roma. Fondo del Drago. Inventario http://www.cflr.beniculturali.it/Inventari/pdf/409.pdf[collegamento interrotto]